# Mitterberg (Gemeinden Edelschrott, Hirschegg-Pack)
Mitterberg ist ein Ort in der Weststeiermark sowie eine Streusiedlung in den beiden Gemeinden Edelschrott und Hirschegg-Pack im Bezirk Voitsberg in der Steiermark.

## Lage und Geographie
Die Streusiedlung Mitterberg liegt im südwestlichen Teil der Marktgemeinde Edelschrott, im Nordwesten der Katastralgemeinde Modriach sowie im südöstlichen Teil der Gemeinde Hirschegg-Pack, im Osten der Katastralgemeinde Pack und erstreckt sich über die Gemeindegrenze hinweg. Die Häuser der Streusiedlung liegen an den nördlichen und östlichen Hängen des Mitterberges. Nördlich von Mitterberg befindet sich der Packer Stausee und im Osten und Südosten liegt das Dorf Modriach und die Streusiedlung Grail. Die Streusiedlung Packwinkel-Sonnseite befindet sich südlich und südwestlich, auf der anderen Seite des Mitterberges. Das Dorf Pack liegt nordöstlich.
Im Norden von Mitterberg verläuft die Süd Autobahn A 2 mit der Schauerfastlbrücke und dem Mitterbergtunnel.

## Geschichte
Der heutige Ort entstand im Hochmittelalter auf einem Rodungsgebiet und bestand ursprünglich aus Einzelhöfen mit Einödfluren. Die erste urkundliche Erwähnung erfolgte um etwa 1580 im Stockurbar als Am Mitterberg. Der Name dürfte sich dabei von der Lage des Ortes und des dortigen mittig zwischen den beiden Orten Modriach und Pack gelegenen Berges ableiten.
In Folge der Theresianischen Reformen wurde der Ort dem Grazer Kreis unterstellt und nach dem Umbruch 1848 war er bis 1867 dem Amtsbezirk Voitsberg zugeteilt. Mit der Konstituierung der freien Gemeinden im Jahr 1850 kam der Ort zu den freien Ortsgemeinden Modriach und Pack. Seit der Steiermärkischen Gemeindestrukturreform im Jahr 2015 gehört der Ort zu den beiden Gemeinden Edelschrott und Hirschegg-Pack.

## Wirtschaft und Infrastruktur
Der Ort Mitterberg ist land- und forstwirtschaftlich geprägt.
Im Norden verläuft die Süd Autobahn A 2 und der Mitterbergtunnel direkt an Mitterberg vorbei. Die Packer Straße (B 70) verläuft etwa 3,5 Kilometer nördlich von Mitterberg.